# NGC 4513
NGC 4513 este o galaxie lenticulară situată în constelația Dragonul. A fost descoperită în 16 octombrie 1866 de către Heinrich Louis d'Arrest.